# Anomala quirina
Anomala quirina är en skalbaggsart som beskrevs av Ohaus 1933. Anomala quirina ingår i släktet Anomala och familjen Rutelidae. Inga underarter finns listade i Catalogue of Life.